# Condado de Hampden
O Condado de Hampden (em inglês:  Hampden County) é um dos 14 condados do estado norte-americano de Massachusetts. A sede e maior cidade do condado é Springfield.
O condado possui uma área de 1.643 quilômetros quadrados, dos quais 44 quilômetros quadrados estão cobertos por água, uma população de 463 490 habitantes, e uma densidade populacional de 290 hab./km² (segundo o censo nacional de 2010).